# Kolegium Nauczycielskie we Wrocławiu
Kolegium Nauczycielskie im. Grzegorza Piramowicza we Wrocławiu – nieistniejące publiczne kolegium nauczycielskie działające pod patronatem Uniwersytetu Wrocławskiego, założone w 1992 roku, w którym kształcenie odbywało się na poziomie zbliżonym lub równym studiom I stopnia i umożliwiało staranie się o uzyskanie tytułu zawodowego licencjata na uczelni. Organem prowadzącym był samorząd województwa dolnośląskiego we Wrocławiu, a nadzór pedagogiczny nad kolegium sprawowało Minister Edukacji Narodowej. Celem zakładu było  kształcenie nauczycieli języka polskiego, historii, edukacji wczesnoszkolnej i bibliotekarzy szkół podstawowych i gimnazjów. Na czele Kolegium stał dyrektor, którym była Maria Małecka. Zakład został zlikwidowany 30 września 2015 roku na podstawie uchwały Sejmiku Województwa Dolnośląskiego nr XXXIII/940/13 w sprawie zamiaru likwidacji Kolegium wynikającej z przyjęcia ustawy z dnia 5 listopada 2009 roku o zmianie ustawy – prawo o szkolnictwie wyższym, która zniosła kolegia.

## Kształcenie
W 2012 roku w Kolegium Nauczycielskim kształciło się około 400 słuchaczy w 16 grupach. Zakład kształcił na kierunku nauczyciel o specjalnościach:
- nauczyciel języka polskiego i historii
- nauczyciel języka polskiego z terapią pedagogiczną
- nauczyciel języka polskiego i etyki
- nauczyciel języka polskiego z edukacją wczesnoszkolną.

Kształcenie w kolegium odbywało się w systemie stacjonarnym i trwało 6 semestrów (3 lata). Zakończenie edukacji odbywało się poprzez napisanie pracy dyplomowej i złożenie egzaminu dyplomowego. Na mocy porozumienia z Uniwersytetem Wrocławskim absolwenci tej szkoły mogli przystępować na nim do egzaminu licencjackiego i po uzyskaniu licencjatu kontynuować naukę na studiach magisterskich na kierunkach filologia polska lub historia.

## Struktura
Kolegium posiadało wysoko wykwalifikowaną kadrę. Zajęcia teoretyczne prowadzili nauczyciele akademiccy z Uniwersytetu Wrocławskiego i Uniwersytetu Opolskiego z tytułem naukowym profesora i stopniami naukowymi doktora habilitowanego i doktora. Z kolei przedmioty pedagogiczne prowadzili doświadczeni nauczyciele-metodycy z wieloletnim stażem, a zajęcia artystyczne i kulturowe – nauczyciele związani z kulturą i sztuką. Kolegium współpracowało także z Dolnośląskim Centrum Doskonalenia Nauczycieli i Informacji Pedagogicznej oraz wrocławskimi placówkami kulturalnymi.
Niektórzy nauczyciele wykładający w Kolegium Nauczycielskim we Wrocławiu:
- dr hab. Paweł Kaczyński – historia literatury polskiej i powszechnej, seminarium dyplomowe,
- prof. dr hab. Irena Kamińska-Szmaj – seminarium dyplomowe,
- prof. dr hab. Małgorzata Łoboz – historia literatury polskiej i powszechnej (XIX wiek), seminarium dyplomowe,
- prof. dr hab. Wojciech Soliński – seminarium dyplomowe.

## Baza lokalowa
Kolegium Nauczycielskie we Wrocławiu mieściło się przy ulicy Trzebnickiej 42 w poniemieckim budynku szkolnym, powstałym w latach 1905–1908 według projektu Richarda Plüddemanna i Charlota Cabanisa. W budynku znajdowały się sale wykładowe, sale specjalistyczne: pracownie komputerowo-internetowe, centra multimedialne oraz sala gimnastyczna, a także biblioteka, której zbiory liczyły około 27 tysięcy woluminów.